# Děkujeme, odejděte!
Děkujeme, odejděte! byla iniciativa někdejších studentských vůdců z konce 80. let, kteří u příležitosti 10. výročí sametové revoluce vydali 17. listopadu 1999 stejnojmennou výzvu, s níž razantně kritizovali tehdejší politickou elitu udržující svým vládnutím v chodu tzv. opoziční smlouvu a vrcholné představitele vyzvali k rezignaci. Iniciativa si získala širokou společenskou podporu, hlavní dva aktéři opoziční smlouvy Miloš Zeman (ČSSD) a Václav Klaus (ODS) však odmítli výzvu k odchodu vyslyšet a Zemanova vláda držená Klausovou ODS dovládla až do konce svého mandátu v červenci 2002.

## Vznik výzvy

Šimon Pánek výzvu signoval jako poslední z šesti (foto z r. 2011)

Iniciátorem celé akce byl novinář Josef Brož, který společně s tehdejší diplomatkou Monikou Pajerovou svolal na toho dne do pražské kavárny Slávia své přátele. Mezi následnými prvními šesti signatáři byli: Josef Brož, Igor Chaun, Vlastimil Ježek, Šimon Pánek, Martin Mejstřík a Vratislav Řehák.
Bývalí studenti se původně sešli v předvečer 10. výročí tzv. sametové revoluce k oslavě vydání knihy historiků Milana Otáhala a Miroslava Vaňka: Sto studentských revolucí (NLN, Praha 1999) v Rockcafé na Národní třídě. V textu pak kritizovali stav společnosti (morální a politický marasmus) a obvinili z něj vládnoucí establishment spojený v tzv. opoziční smlouvě. Vedoucí politiky, kteří byli podle nich zodpovědní za tento stav, vyzvali k demisi.
Vedle kritického zaměření textu se autoři v jeho druhé polovině odvolávali na sílu a schopnost obnovy tzv. občanské společnosti. Předpokladem pro tuto obnovu se měl stát vnitřní slib slušnosti.
Dne 27. listopadu 1999 přidal koordinační výbor Děkujeme, odejděte! takzvanou „hradeckou výzvu“, která v šesti bodech požadovala demisi vlády a předčasné volby, vypovězení opoziční smlouvy a odstoupení stranických špiček a současně vyzvala občany, aby přiměli politiky „k respektování veřejného mínění a nadřazení zájmů země nad zájmy (politických) stran“.
Text, zveřejněný krátce poté v médiích, vyvolal značný společenský ohlas. Na demonstraci na Václavském náměstí 3. prosince 1999 přišlo výzvu podpořit nejméně 50 000 lidí. Autoři výzvy tam požadovali zrušení opoziční smlouvy mezi ČSSD a ODS a odstoupení předsedů obou stran Václava Klause a Miloše Zemana z funkcí předsedů Poslanecké sněmovny, resp. vlády. Během prvního měsíce získala 170 000 podpisů a koncem roku 1999 organizátoři oznámili, že jej podepsalo na 200 000 signatářů. V průzkumu Střediska empirických výzkumů pro Český rozhlas a Českou televizi, zveřejněném v prosinci 1999, s výzvou vyjádřilo souhlas 70 procent respondentů.
K podpoře se postupně přidalo široké spektrum stran a osobností, mimo jiné prezident Václav Havel, kardinál Miloslav Vlk, předseda KSČM Miroslav Grebeníček, představitelé Čtyřkoalice a další, někteří dokonce projevili ochotu podat demisi (tehdejší předseda Unie svobody Jan Ruml). Hlavními jejími kritiky se naopak stali ti, na které text nejvíce mířil: předsedové ČSSD Miloš Zeman a ODS Václav Klaus, i další osobnosti z těchto stran, např. poslanec ODS Petr Nečas či místopředseda vlády za ČSSD Pavel Rychetský. Tehdejší předseda vlády Miloš Zeman označil iniciativu jako „pubertální“, předseda Sněmovny Václav Klaus o ní hovořil jako o jedné z tisícin či miliontin země. Senátor Josef Jařab považoval za „zbytečné oslovovat představitele dvou politických stran, kteří nejsou ochotni vést dialog“ a vyzval autory výzvy, aby se obrátili spíše k voličům, kteří o změně mohou rozhodnout.

## Další vývoj
Výzva se postupně proměnila v občanskou iniciativu „Sdružení Děkujeme, odejděte!“, která o sobě dala vědět ještě několika prohlášeními a postoji: například v únoru 2000 protikomunistickou akcí „Antiúnor“, aktivní podporou vzbouřených redaktorů v rámci tzv. televizní krize, později protestem při inauguraci prezidenta Václava Klause v březnu 2003 a naposledy zřetelněji na podporu vstupu do Evropské unie.
Ačkoliv část médií a politiků vyzvala signatáře již v roce 1999, aby z výzvy, která postupně přerostla v hnutí, založili politickou stranu, k jejímu založení nedošlo. Část z osobností se z aktivní účasti na pokračování politickou cestou vzápětí stáhla (Pánek, Chaun).
Čtyřkoalice složená z KDU-ČSL, ODA, DEU a Unie svobody nabídla zástupcům Sdružení Děkujeme, odejděte! a iniciativy Impuls 99 prostor na společné kandidátce pro senátní volby roku 2000. Představitelé Sdružení však svoji účast nebo otevřenou podporu konkrétní politické strany odmítli.
Na podzim roku 2001 se po diskusích mezi částí bývalých studentských vůdců a dalšími osobnostmi z řad podnikatelů a intelektuálů ustavila politická strana Cesta změny. Po rozporech mezi některými z nich (zejména z okruhu kolem aktivistky Moniky Pajerové) byl jejím předsedou zvolen podnikatel Jiří Lobkowicz. Po pro stranu neúspěšných volbách do Poslanecké sněmovny (červen 2002, pouze 0,27 %) byl za Cestu změny zvolen nezávislým senátorem Martin Mejstřík (listopad 2002). Jeho odchodem z politiky (2008) strana de facto zanikla.